# Eduard Prințul Negru
Eduard de Woodstock, Prinț de Wales, Duce de Cornwall, Prinț de Aquitania (15 iunie 1330 – 8 iunie 1376) a fost fiul cel mare al regelui Eduard al III-lea al Angliei și a soției acestuia, Philippa de Hainault, și tatăl regelui Richard al II-lea al Angliei.

## Biografie
A fost unul dintre cei mai mari comandanți militari ai Angliei în Războiul de 100 de ani, a obținut o victorie importantă în bătălia de la Poitiers, în 1356. La vârsta de 12 ani, pe 13 mai 1343 a devenit Prinț de Wales. Cariera lui a început propriu-zis în anul 1346, în bătălia de la  Crécy, unde conform legendei a purtat o armură neagră, care i-a adus numele de ,,Prințul Negru”. În anul 1355 a fost numit locotenent al tatălui său, în Gascony, pentru ca anul viitor să conducă o nouă luptă împotriva francezilor din Războiul de 100 de ani, cea de la Poitiers. Eduard l-a capturat pe regele Franței, Ioan al II-lea cel Bun.Eduard Prințul Negru a fost Prinț de Aquitania între 1362-1372. Domnia sa aici a fost un eșec, de care el s-a făcut în mare parte vinovat. După aceea a devenit Prinț de Gascony. În 1347, orașul său de reședință a fost ,,Casa Pulteney”. În anul 1367 a condus o expediție în Castilia, sprijinit de Pedro, regele detronat al Castiliei. În același an, pe 3 aprilie a reușit o victorie răsunătoare la  Nájera, în nordul Castiliei. În anul 1370, Eduard a cucerit orașul Limoges. După această bătălie, în anul 1371 s-a îmbolnăvit. Bolnav și decăzut, la sfatul medicului s-a întors în Anglia, predându-i oficial tatălui său principatul pe care îl deținuse. Nu a avut succesori ca prinț de Aquitania. Deși era moștenitorul tronului, nu a devenit niciodată rege. În 1372 a fost alături de tatăl său într-o expediție nereușită în Franța. În anul 1376, pe 8 iunie a murit la Westminster , lângă Londra. După moartea lui Eduard Prințul Negru, la tron a ajuns fiul său, Richard al II-lea.